# Straldža
Straldža (in bulgaro Стралджа?) è un comune bulgaro situato nel distretto di Jambol di 14 882 abitanti (dati 2009). La sede comunale è nella località omonima

## Località
Il comune è formato dall'insieme delle seguenti località:
- Straldža (Sede comunale)
- Aleksandrovo
- Atolovo
- Bogorovo
- Čarda
- Džinot
- Irečekovo
- Kamenec
- Lejarovo
- Lozenec
- Ljulin
- Malenovo
- Nedjalsko
- Palauzovo
- Părvenec
- Poljana
- Pravdino
- Saransko
- Tamarino
- Vodeničane
- Vojnika
- Zimnica